# John Mayberry, Jr.
Pour les articles homonymes, voir Mayberry.
John Claiborn Mayberry, Jr. (né le 21 décembre 1983 à Kansas City, Missouri, États-Unis) est un voltigeur des Tigers de Détroit de la Ligue majeure de baseball. 

## Carrière
Joueur au high school, John Mayberry, Jr. est repêché en première ronde par les Mariners de Seattle en 2002, mais il choisit de ne pas signer et de plutôt poursuivre ses études à l'Université Stanford.
Trois ans plus tard, il est de nouveau repêché en première ronde, cette fois par les Rangers du Texas. Le 20 novembre 2008, les Rangers le transfèrent aux Phillies de Philadelphie contre un autre ancien choix de première ronde (de 2004 celui-là), le voltigeur Greg Golson.
Mayberry fait ses débuts dans les majeures le 23 mai 2009 dans un match inter-ligues des Phillies au Yankee Stadium de New York. Contre le lanceur étoile des Yankees Andy Pettitte, le jeune Mayberry réussit son premier coup sûr en carrière : un circuit bon pour trois points à sa deuxième présence au bâton de la rencontre.
Mayberry joue 39 parties pour Philadelphie en 2009. Il frappe dans une moyenne au bâton de ,211 avec quatre circuits et huit points produits.
Il joue la saison 2010 avec les Lehigh Valley IronPigs, le club-école de niveau Triple-A des Phillies dans la Ligue internationale et n'est rappelé que pour 11 parties à Philadelphie.
En 2011, il fait partie de l'effectif régulier des Phillies et dispute 104 parties. Il présente une moyenne au bâton de ,274 avec 15 coups de circuit et 49 points produits. 
Le 31 août 2014, à sa 6e saison chez les Phillies, Mayberry est transféré aux Blue Jays de Toronto contre le joueur de champ intérieur Gustavo Pierre. Il y joue ses 15 derniers matchs de l'année et termine sa saison avec une moyenne au bâton de seulement ,227 et 11 circuits en 134 parties jouées au total. Néanmoins, Mayberry est le meilleur frappeur suppléant des majeures en 2014 avec 12 coups sûrs en 30 présences officielle au bâton dans ce rôle.
En décembre 2014, Mayberry signe un contrat d'un an avec les Mets de New York. Il apparaît dans 59 matchs des Mets en 2015 et frappe 18 coups sûrs pour une faible moyenne au bâton de ,164 mais avec 3 coups de circuit.
Il rejoint les Tigers de Détroit le 11 janvier 2016.

## Famille
John Mayberry, Jr. est le fils de John Mayberry, un joueur de premier but qui a évolué dans les Ligues majeures de 1968 à 1982 pour les Astros, les Royals, les Blue Jays et les Yankees.